# Haenel RS
 (juin 2023).
 (juin 2023).
La mise en forme du texte ne suit pas les recommandations de Wikipédia : il faut le « wikifier ».
Les points d'amélioration suivants sont les cas les plus fréquents. Le détail des points à revoir est peut-être précisé sur la page de discussion.
- Les titres sont pré-formatés par le logiciel. Ils ne sont ni en capitales, ni en gras.
- Le texte ne doit pas être écrit en capitales (les noms de famille non plus), ni en gras, ni en italique, ni en « petit »…
- Le gras n'est utilisé que pour surligner le titre de l'article dans l'introduction, une seule fois.
- L'italique est rarement utilisé : mots en langue étrangère, titres d'œuvres, noms de bateaux, etc.
- Les citations ne sont pas en italique mais en corps de texte normal. Elles sont entourées par des guillemets français : « et ».
- Les listes à puces sont à éviter, des paragraphes rédigés étant largement préférés. Les tableaux sont à réserver à la présentation de données structurées (résultats, etc.).
- Les appels de note de bas de page (petits chiffres en exposant, introduits par l'outil «  Source ») sont à placer entre la fin de phrase et le point final[comme ça].
- Les liens internes (vers d'autres articles de Wikipédia) sont à choisir avec parcimonie. Créez des liens vers des articles approfondissant le sujet. Les termes génériques sans rapport avec le sujet sont à éviter, ainsi que les répétitions de liens vers un même terme.
- Les liens externes sont à placer uniquement dans une section « Liens externes », à la fin de l'article. Ces liens sont à choisir avec parcimonie suivant les règles définies. Si un lien sert de source à l'article, son insertion dans le texte est à faire par les notes de bas de page.
- La présentation des références doit suivre les conventions bibliographiques. Il est recommandé d'utiliser les modèles {{Ouvrage}}, {{Chapitre}}, {{Article}}, {{Lien web}} et/ou {{Bibliographie}}. Le mode d'édition visuel peut mettre en forme automatiquement les références.
- Insérer une infobox (cadre d'informations à droite) n'est pas obligatoire pour parachever la mise en page.

Pour une aide détaillée, merci de consulter Aide:Wikification.
Si vous pensez que ces points ont été résolus, vous pouvez retirer ce bandeau et améliorer la mise en forme d'un autre article.
Les Haenel RS 9 et RS 8 sont des fusils de précision développés et produits par l'entreprise C.G. Haenel de Suhl depuis 2016. 

## Histoire
L'origine de ces deux armes remonte à 2014 et une demande de la Bundeswehr qui réclamait un fusil de précision chambré pour la cartouche de .338 Lapua Magnum . L'appel d'offre précisait que l'arme devait être accompagnée d'aide à la prise de visée, d'accessoires et des optiques. Haenel développe et présente son RS9 (pour Rifle System) et se trouve en concurrence avec Unique Alpine qui concoure avec son TPG-3 A4 . En février 2016, le RS9 est déclaré vainqueur et adopté sous le nom de G29 par les commandos marines du KSK .
Par la suite, le RS8 en calibre .308 Winchester (7x62x51mm OTAN) sera développé et décliné en différentes versions. 

## Conception technique
Le Haenel RS9 est un fusil de précision dont le mécanisme est basé sur un verrouillage de culasse manuel par verrou à six tenons. Le bloc de culasse est usiné en acier, le reste de l'arme étant constitué d'aluminium. Le sélecteur de tir possède les positions "feu", "sécurité" avec verrou manœuvrable et "sécurité" avec blocage du mécanisme à verrou. 
L’approvisionnement est assuré par des chargeurs détachables de 10 cartouches. 
Le frein de bouche au bout du canon qui permet de limiter le relèvement de l'arme au moment du tir peut accueillir un modérateur de son. 
Le RS9 ne dispose pas d'organes de visée mécaniques, mais d'un rail permettant le montage d'une optique de visée au choix de l'utilisateur. Le fabricant présente généralement le RS9 avec une optique Steiner  à fort grossissement. 

## Utilisateur
- Allemagne : L'armée allemande semble être la seule utilisatrice militaire du RS9 où il est en service au sein des forces spéciales.

## Variantes et versions
Le RS8 chambré pour la cartouche de 7.62x51mm OTAN reste très similaire au RS9 sur le plan technique et le RS8 Compact est sa version à canon raccourci de 9 millimètres. 
Le RS8 Subsonic est une déclinaison à silencieux intégral dont le modérateur de son est produit par le spécialiste suisse Brügger & Thomet.

## Culture populaire
La Haenel RS9 apparaît dans le jeu vidéo multijoueur World War 3 . 